# Rhodacantha
Rhodacantha es un género de ácaros perteneciente a la familia  Laelapidae.

## Especies
- Rhodacantha nelsoni R. Domrow, 1979
- Rhodacantha tenax Domrow, 1979